# Robel Teklemariam
Robel Zemichael Teklemariam (Addis Abeba, 16 settembre 1974) è un ex fondista etiope.

## Biografia
Nato ad Addis Abeba nel 1974, è il primo, e al 2018 unico, etiope ad aver preso parte ai Giochi olimpici invernali.
A 31 anni ha partecipato ai Giochi olimpici invernali di Torino 2006, unico rappresentante e portabandiera dell'Etiopia, arrivando 83º con il tempo di 47'53"8 nella 15 km.
L'anno successivo ha preso parte ai Mondiali di Sapporo 2007, chiudendo 74º in 4'19"95 nello sprint e 104º nella 15 km.
Ha terminato la carriera a 35 anni, dopo la seconda partecipazione alle Olimpiadi, quelle di Vancouver 2010, dove è stato ancora unico atleta etiope e portabandiera e ha terminato 93º con il tempo di 45'18"9 nella 15 km.